# かんばん猫
『かんばん猫』（かんばんねこ）は、2022年2月22日（スーパー猫の日）に BSテレ東で放送されたテレビドラマ。主演は小西桜子。
主人公の雑誌記者の女性が都内に実在する店の「かんばん猫」を探訪し、紹介していく街歩き・癒し猫ドラマ。

## キャスト

### 主要人物
高橋小梅（たかはし こうめ）
演 - 小西桜子
主人公。新米の雑誌記者。ふとしたきっかけで「かんばん猫探訪」の企画の連載が決まる。
新村紗英（にいむら さえ）
演 - 川上麻衣子
雑誌の編集長。小梅に新連載の企画を出すよう催促する。
姉川二三夫（あねがわ ふみお）
演 - 田中要次
ネコ専門書店・姉川書店（にゃんこ堂）の店主。小梅に訪問先のアドバイスをする。

### ゲスト

#### 第1話・姉川書店（にゃんこ堂）
初代猫店長（かんばん猫）
演 - リクオ（写真・実際の店の猫）
二代目猫店長（かんばん猫）
演 - リクジロウ（実際の店の猫）
姉川夕子（あねがわ ゆうこ）
演 - 本人
（回想）姉川夕子
演 - 佐河ゆい
（回想）リクオ / リクジロウ
演 - こけし

#### 第2話・居酒屋すいれん
かんばん猫
演 - トム（実際の店の猫）
古館篤史
演 - 本人
店主。
瀬能悟
演 - 中村優一
常連客。
園井洋介
演 - 小河原義経
瀬能の後輩。
（回想）古館篤史
演 - 垣内健吾
（回想）古館和恵
演 - 黒澤リカ

#### 第3話・古美術店「木雞」ほか
かんばん猫
演 - トラ、タビ（木雞〈もっけい〉・実際の店の猫）
演 - トラ、カル、タピ（山崎屋源七提灯店・実際の店の猫）
大江夏子
演 - 本人
木雞（もっけい）店主。
平きょうこ
演 - 本人
メゾンドネコオーナー。
山田記央
演 - 本人
山崎屋源七提灯店・店主。
大原詩織
演 - 比嘉奈菜子
メゾンドネコの客

#### 第4話・湯処じんのび
かんばん猫
演 - けい路、のり巻き、しんたろう（写真）、しま（写真）（全て実際の店の猫）
田中花子
演 - 本人
店主。
田中商代
演 - 山田キヌヲ
花子の娘。
山手百合子
演 - 太田順子
常連客。
東海進
演 - 谷手人
小湊翔太
演 - 大澤加門（子役）
樋口萌々花
演 - 斎藤さらら
にゃんこ堂の客。小梅の本『かんばん猫』を購入する。

## スタッフ
- 脚本 - 三津留ゆう（1、2、4話）、千村利光・是川シノ（3話）
- 監督 - 千村利光
- 音楽 - 鈴木俊介、田井モトヨシ
- コンテンツプロデューサー - 栁川美波（BSテレ東）
- プロデューサー - 瀧川治水（ＢＳテレ東）、鈴木伸明（ポニーキャニオンエンタープライズ）
- 制作 - BSテレ東、ポニーキャニオンエンタープライズ
- 宣伝 - プロモーションウィザード
- 協力 - 「まんが ねこねこ横丁 東京かんばん猫」ミューズワーク（ねこまき）ホーム社刊
- 製作・著作 - 「かんばん猫」製作委員会2022

## 放送各話
| 各話  | サブタイトル               | 訪問先                       | かんばん猫                        |
| ----- | -------------------------- | ---------------------------- | --------------------------------- |
| 第1話 | 猫店長からのいざない       | 姉川書店(神保町)             | 初代「リクオ」2代目「リクジロウ」 |
| 第2話 | ずっと一緒、猫とマスター   | 居酒屋すいれん(駒沢大学)     | 「トム」                          |
| 第3話 | 猫と街のノスタルジア       | 古美術店(京橋)木雞(もっけい) | 「タビ」「トラ」                  |
| 第4話 | 猫と受け継ぐ日本のやすらぎ | 湯処じんのび(西新井大師)     | 「けい路」「のり巻き」            |